# Mirafra
A Mirafra a madarak osztályának verébalakúak (Passeriformes) rendjébe és a pacsirtafélék (Alaudidae) családjába tartozó nem.

## Rendszerezésük
A nemet Carl von Linné svéd természettudós írta le 1758-ben, az alábbi fajok tartoznak ide:
- Mirafra collaris
- Mirafra rufa
- Mirafra gilletti
- Mirafra fasciolata
- Mirafra apiata
- vörösnyakú bokorpacsirta (Mirafra africana)
- Mirafra hypermetra
- szomáli bokorpacsirta (Mirafra somalica)
- Mirafra ashi
- Mirafra rufocinnamomea
- angolai bokorpacsirta (Mirafra angolensis)
- Mirafra microptera
- asszámi bokorpacsirta (Mirafra assamica)
- Mirafra erythroptera
- Jerdon-bokorpacsirta (Mirafra affinis)
- Mirafra erythrocephala
- Mirafra williamsi
- Mirafra passerina
- Mirafra cheniana
- énekes bokorpacsirta (Mirafra javanica)
- Mirafra cantillans
- kordofáni bokorpacsirta (Mirafra cordofanica)
- Mirafra albicauda
- Mirafra pulpa
- madagaszkári bokorpacsirta (Mirafra hova[2] vagy Eremopterix hova)[1]

## Előfordulásuk
Afrikától, Dél-Ázsián át Ausztráliáig honosak. Természetes élőhelyei a mérsékelt övi cserjések, szubtrópusi és trópusi szavannák, gyepek és cserjések. Állandó, nem vonuló, de néha kóborló fajok.

## Megjelenésük
Testhosszuk 14-23 centiméter körüli.